# Scott Foley

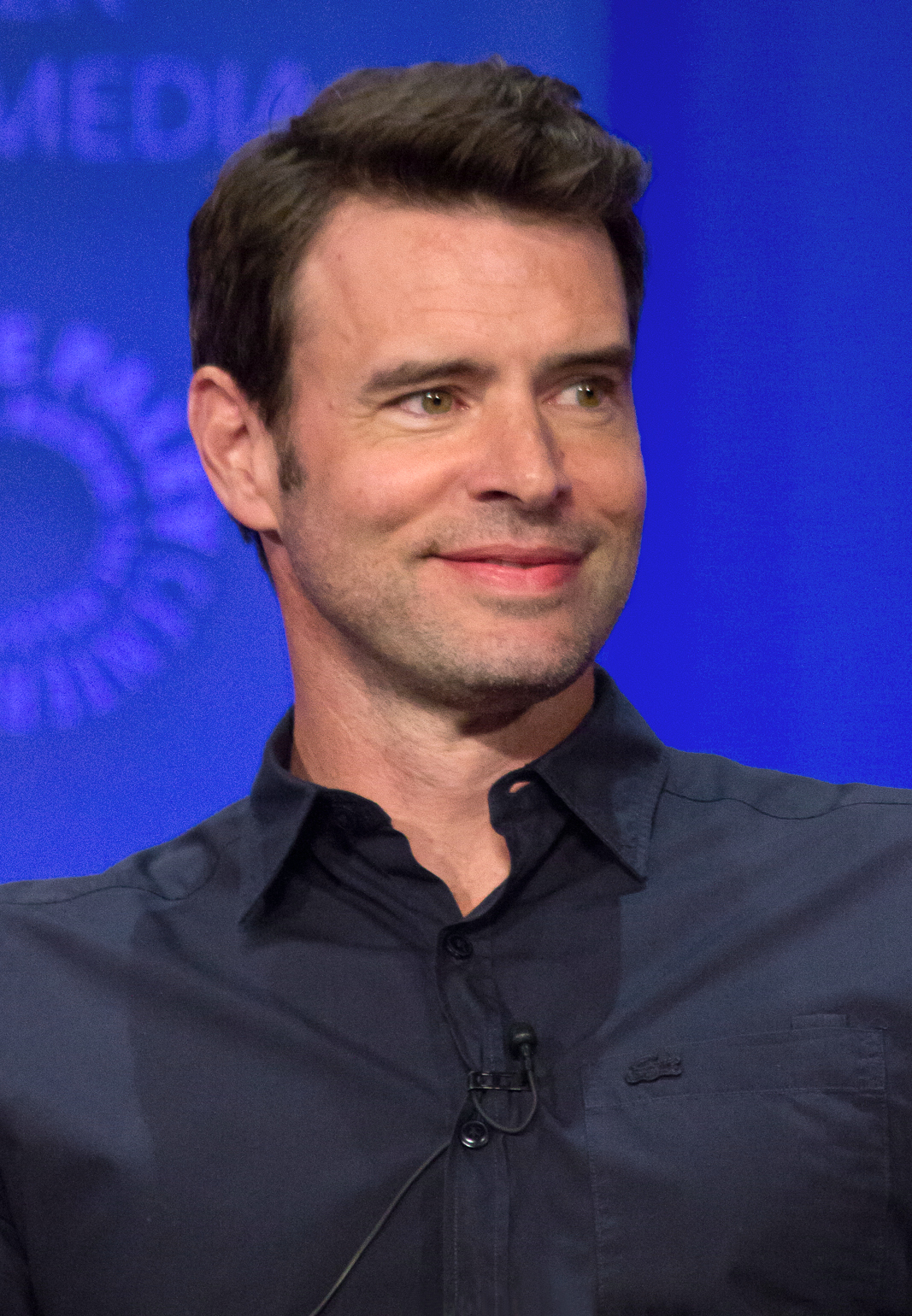
Scott Foley (2015)

Scott Kellermann Foley (* 15. Juli 1972 in Kansas City, Kansas) ist ein US-amerikanischer Schauspieler, Regisseur und Filmproduzent.

## Leben und Karriere
Foleys Mutter starb, als er 15 Jahre alt war. Er hat zwei jüngere Brüder. Er war vom 19. Oktober 2000 bis zum 30. März 2004 mit der Schauspielerin Jennifer Garner verheiratet. Foley lebt heute in Los Angeles. Im Juni 2007 heiratete er die Schauspielerin Marika Domińczyk.
Foley wirkte in den Fernsehserien wie Felicity und A.U.S.A. mit und war für seine Rolle in Scream 3 für einen Teen Choice Award nominiert. In der Serie The Unit spielte Foley die Hauptrolle des Bob Brown. Foley hatte außerdem Gastauftritte in den Serien Scrubs – Die Anfänger, Dr. House, Dawson’s Creek und Grey’s Anatomy. Neben der Schauspielerei betätigt er sich auch als Regisseur und Produzent. So führte er bei der Folge The Graduate der Serie Felicity Regie und war Produzent der Sitcom A.U.S.A.
2019 spielte er die Hauptrolle des Will Chase in der 13-teiligen Agenten-Serie Whiskey Cavalier.

## Filmografie (Auswahl)
- 1998: Dawson’s Creek (Fernsehserie, 5 Episoden)
- 1998–2002: Felicity (Fernsehserie, 84 Episoden)
- 2000: Self Storage
- 2000: Scream 3
- 2001: Stealing Time
- 2002: Below
- 2002–2004, 2009: Scrubs – Die Anfänger (Scrubs, Fernsehserie, 12 Episoden)
- 2003: A.U.S.A. (Fernsehserie, 8 Episoden)
- 2004: Monk (Fernsehserie, 1 Episode)
- 2005: Dr. House (House, Fernsehserie, Episode 1x12)
- 2006–2009: The Unit – Eine Frage der Ehre (The Unit, Fernsehserie, 69 Episoden)
- 2009: Scriptum – Der letzte Tempelritter (The Last Templar)
- 2009: Law & Order: Special Victims Unit (Episode „Hammered“)
- 2009–2010: Cougar Town (Fernsehserie, 4 Episoden)
- 2010–2012: Grey’s Anatomy (Fernsehserie, 15 Episoden)
- 2011–2012: True Blood (Fernsehserie, 9 Episoden)
- 2013: The Goodwin Games (Fernsehserie, 8 Episoden)
- 2013–2018: Scandal (Fernsehserie, 104 Episoden)
- 2015: Undateable (Fernsehserie, 4 Episoden)
- 2017: Naked
- 2017: Hinter der Fassade (Final Vision, Fernsehfilm)
- 2019: Whiskey Cavalier (Fernsehserie, 13 Episoden)
- 2021: Ein großer Sprung (The Big Leap, Fernsehserie)
- 2025: La Dolce Villa